# 9. мај
9. мај (09.05) је 129. дан у години по грегоријанском календару (130. у преступној години). До краја године има још 236 дана.

## Догађаји
- 328 — Атанасије Велики изабран за патријарха Александрије.
- 1502 — Шпански морепловац Кристифор Колумбо испловио из шпанске луке Кадис на четврто и последње путовање у Нови свет.
- 1763 — Почела је опсада Форт Детроита током Понтијаковог рата против Британаца.
- 1788 — Парламент Велике Британије укинуо трговину робљем.
- 1877 — Румунија прогласила независност, месец дана пошто је склопила савез с Русијом против Отоманског царства.
- 1901 — У Мелбурну отворен први парламент Аустралије.
- 1911 — Група официра, учесници у мајском преврату и убиству краља Александра Обреновића 1903, у Београду основала тајну организацију "Уједињење или смрт", односно "Црна рука".
- 1926 — Американци Ричард Берд и Флојд Бенет први авионом прелетели Северни пол.
- 1927 — Канбера постала главни град Аустралије, уместо Мелбурна.
- 1936 — Италија званично окупирала Абисинију, данас Етиопију, и италијанског краља Виторија Емануела III прогласила за цара Абисиније.
- 1945 — Коначан пораз Немачке, освајањe Берлина од стране Совјета. Острво Гернзи ослобођено од окупације нацистичке Немачке.
- 1946 — Италијански краљ Виторио Емануеле III је абдицирао, а наследио га је син Умберто II.
- 1948 — Комунистичка партија Југославије одбацила оптужбе совјетских комуниста против политике југословенског руководства. Уследила Резолуција Информбироа и вишегодишњи политички и економски притисак совјетског блока на Југославију.
- 1950 — Министар иностраних послова Француске Робер Шуман упутио позив за помирење Француске и Немачке и предложио стварање Заједнице за угаљ и челик, претходнице Европске уније.
- 1952 — Широм Југославије одржани масовни протести због Лондонског споразума којим је Зона "А" Слободне територије Трст припала Италији.
- 1955 — Западна Немачка је постала члан НАТО пакта.
- 1960 — САД постале прва земља у којој су легализоване пилуле за спречавање зачећа.
- 1976 — Улрике Мајнхоф, вођа западнонемачке терористичке групе "Бадер-Мајнхоф", обесила се у затворској ћелији.
- 1978 — У паркираном аутомобилу у центру Рима нађено тело бившег премијера Италије Алда Мора, којег су терористи "Црвених бригада" отели 54 дана раније.
- 1993 — Почели сукоби Хрвата и Муслимана у Мостару, што је довело до поделе града на муслимански и хрватски део. Муслимани и Хрвати до тада били савезници у борбама против Срба у босанском рату, од 1992. до 1995.
- 1995 — На крају тродневне прославе 50. годишњице завршетка Другог светског рата у Европи и Дана победе, светски лидери позвали на глобално помирење. Централне прославе одржане у Паризу и Москви.
- 1996 — Јовери Мусевени победио на првим председничким изборима у Уганди после 16 година.
- 2001 — 
  - Председнику Југославије Војиславу Коштуници у Њујорку уручена награда Института Исток-Запад за светског државника године.
  - У хаосу који је на стадиону у Акри, у Гани, настао када је полиција бацила сузавац на разјарене навијаче, 126 људи изгубило живот.
- 2002 — У експлозији нагазне мине током прославе Дана победе, у јужној руској републици Дагестану у граду Каспијск, погинуле 42, повређено 150 особа.
- 2021 — У бомбашким нападима на средњу школу у Кабулу погинуло је најмање 55 особа, док је више од 150 особа повређено, махом ученица школе.
- 2022 — Васељенска патријаршија канонски признала Охридску архиепископију (Македонску православну цркву).

## Рођења
- 1800 — Џон Браун, борац за укидање ропства у САД. (прем. 1859)[1]
- 1860 — Џејмс Метју Бари, шкотски књижевник и драматург. (прем. 1937)[2]
- 1874 — Хауард Картер, енглески археолог и египтолог. (прем. 1939)[3]
- 1882 — Џорџ Баркер, амерички сликар. (прем. 1965)
- 1895 — Ричард Бартелмес, амерички глумац. (прем. 1963)[4]
- 1920 — Ричард Адамс, енглески писац. (прем. 2016)[5]
- 1928 — Панчо Гонзалес, амерички тенисер. (прем. 1995)[6]
- 1936 — Алберт Фини, енглески глумац. (прем. 2019)[7]
- 1936 — Гленда Џексон, енглеска глумица и политичарка. (прем. 2023)[8]
- 1938 — Чарлс Симић, српско-амерички песник, есејиста и преводилац. (прем. 2023)[9]
- 1939 — Ђоко Вјештица, српски новинар и радијски водитељ. (прем. 2008)[10]
- 1940 — Џејмс Л. Брукс, амерички редитељ, продуцент и сценариста.[11]
- 1942 — Мирко Сандић, српски ватерполиста и ватерполо тренер. (прем. 2006)[12]
- 1945 — Слободан Ж. Јовановић, српски редитељ и сценариста. (прем. 2016)[13]
- 1945 — Јуп Хајнкес, немачки фудбалер и фудбалски тренер.[14]
- 1946 — Кендис Берген, америчка глумица и модел.[15]
- 1949 — Били Џоел, амерички музичар.[16]
- 1959 — Мирослав Милатовић Вицко, српски музичар, најпознатији као бубњар групе Рибља чорба.
- 1962 — Дејв Ган, енглески музичар, најпознатији као певач групе Depeche Mode.[17]
- 1963 — Сања Долежал, хрватска музичарка и ТВ водитељка.[18]
- 1970 — Даг Кристи, амерички кошаркаш.[19]
- 1972 — Лиса Ен, америчка порнографска глумица.[20]
- 1973 — Драган Тарлаћ, српски кошаркаш.[21]
- 1976 — Ненад Јестровић, српски фудбалер.[22]
- 1977 — Марек Јанкуловски, чешки фудбалер.[23]
- 1979 — Росарио Досон, америчка глумица.[24]
- 1983 — Жил Милер, луксембуршки тенисер.[25]
- 1988 — Немања Бјелица, српски кошаркаш.[26]
- 1991 — Ерик Грин, амерички кошаркаш.[27]
- 1993 — Бони Ротен, америчка порнографска глумица.[28]
- 1995 — Тимоте Ливави, француски кошаркаш.[29]
- 1996 — Ноа Сентинео, амерички глумац и модел.[30]

## Смрти
- 1805 — Фридрих Шилер, немачки песник. (рођ. 1759)[31]
- 1850 — Жозеф Луј Геј-Лисак, француски хемичар.[32]
- 1931 — Алберт Абрахам Мајкелсон, амерички физичар. (рођ. 1859)[33]
- 1976 — Улрике Мајнхоф, немачка новинарка (рођ. 1934).[34]
- 1986 — Тензинг Норгај, непалски планинар. (рођ. 1914).[35]
- 2005 — Дарко Нишавић, рвач и рвачки судија, репрезентативац (рођ. 1952)[36]

## Празници и дани сећања
- Србија:
  - Дан победе над фашизмом[37]
- Српска православна црква слави:
  - Свештеномученика Василија - епископ Амасијског
  - Светог Јанићија Девичког
  - Светог Стефана - епископа Пермског